# Скейдарау
Скейдарау (Скейдара, Скьейдарауо, исл. Skeiðará) — река в Исландии, расположена на аллювиальной равнине Скейдараурсандур. Берёт начало из ледника Ватнайёкюдль, в реку по подледным тоннелям поступает вода из озера вулкана Гримсвётн, вызывая мощные наводнения (йёкюльхлёйпы).
Первые письменные упоминания о реке Скейдарау датируются около 1540 годом, когда река начала разрушать пастбища. С тех пор Скейдарау также неоднократно меняла русло.
По данным 1977 года длина реки оценивалась в 30,5 километра. В 2009 году из-за отступления ледника основное русло пересохло, река сместилась к западу и слилась с соседней. В итоге под мостом через Скейдарау, который является самым длинным в стране, сейчас почти не течёт вода (впрочем, при проектировании в 1970-е смещение русла предполагалось).